# Rogue One: A Star Wars Story
Rogue One: A Star Wars Story, of kortweg Rogue One, is een Amerikaanse sciencefictionfilm uit 2016 en het eerste deel uit de anthologiereeks van de succesvolle filmfranchise Star Wars. De film wordt geregisseerd door Gareth Edwards en geproduceerd door Lucasfilm en Walt Disney Pictures. Het scenario van de film is van de hand van Gary Whitta en Chris Weitz, gebaseerd op een idee van John Knoll. Felicity Jones speelt de hoofdrol in de film. De film speelt zich af net voor de gebeurtenissen in Episode IV: A New Hope.

## Verhaal
Onderzoekswetenschapper Galen Erso en zijn gezin verstoppen zich op de planeet Lah'mu wanneer de Keizerlijke wapenontwikkelaar Orson Krennic arriveert om Galen te dwingen de Death Star te voltooien, een op een ruimtestation gebaseerd superwapen dat volledige planeten kan vernietigen. Galen's vrouw Lyra wordt gedood tijdens de confrontatie terwijl hun dochter Jyn ontsnapt en wordt gered door de Rebellen-extremist Saw Gerrera.
Dertien jaar later ontvlucht de vrachtpiloot Bodhi Rook het Keizerrijk. Hij brengt een holografische boodschap die werd opgenomen door Galen naar Saw op de woestijnmaan Jedha. Nadat hij over de Death Star heeft gehoord van een geheimagent op de handelspost Kafrene, bevrijdt de Rebellenalliantie-inlichtingenofficier Cassian Andor de ondertussen volwassen Jyn uit een Keizerlijk werkkamp op Wobani, waarna hij haar naar de Rebellenleidster Mon Mothma brengt op de planeet Yavin IV. Mon Mothma overtuigt Jyn om Galen te vinden en hem te redden zodat de Alliantie meer kan leren over de Death Star. Cassian krijgt heimelijk de opdracht om Galen te doden in plaats van hem te helpen ontsnappen.
Jyn, Cassian en de geherprogrammeerde Keizerlijke droid K-2SO reizen naar Jedha, waar het Keizerrijk Kyberkristallen verwijdert uit de heilige stad om de Death Star te bewapenen, terwijl Saw en zijn partizanen verwikkeld zijn in een gewapende opstand tegen hen. Met behulp van de blinde spirituele krijger Chirrut Îmwe en zijn huurlingvriend Baze Malbus maakt Jyn contact met Saw, die Bodhi gevangen houdt. Saw toont haar de boodschap van Galen, waarin die onthult in het geheim een zwakke plek in de Death Star te hebben ingebouwd en hen opdraagt de plannen te stelen uit de Keizerlijke databank op de planeet Scarif.
Op de Death Star beveelt Krennic een testschot met een laag vermogen om te bewijzen dat het superwapen werkt, die de hoofdstad van Jedha vernietigt. Jyn en haar groep bevrijden Bodhi en ontvluchten de maan, maar Saw besluit achter te blijven om te sterven samen met de stad. Groot Moff Tarkin feliciteert Krennic, waarna hij de ontvluchting van Bodhi en een beveiligingslek gebruikt als voorwendsel om de controle over het project over te nemen. Bodhi leidt de groep naar Galen's Keizerlijke onderzoeksfaciliteit op de planeet Eadu, waar Cassian besluit Galen niet te doden. Jyn maakt haar aanwezigheid bekend aan Galen voordat Rebellenbommenwerpers de basis aanvallen. Galen geraakt dodelijk gewond en sterft in de armen van zijn dochter, waarna ze ontsnapt met de rest van de groep aan boord van een gestolen Keizerlijke vrachtshuttle. Krennic wordt ontboden door Darth Vader om zich te verantwoorden voor de aanval op Eadu. Krennic vraagt de steun van Vader voor een audiëntie met de Keizer, maar Vader beveelt hem ervoor te zorgen dat er zich geen verdere inbreuken voordoen.
Jyn stelt een plan voor om de plannen van de Death Star te stelen met de hulp van de Rebellenvloot, maar slaagt er niet in de goedkeuring te krijgen van de Raad, die een overwinning tegen het Keizerrijk nu onmogelijk achten. Gefrustreerd over hun afzijdigheid leidt Jyn's groep een kleine groep van Rebellenvrijwilligers om de databank zelf te plunderen. Wanneer ze aankomen bij Scarif in de gestolen vrachtshuttle, dat door Bodhi Rogue One wordt genoemd, geraken een vermomde Jyn en Cassian samen met K-2SO de basis binnen terwijl de andere Rebellen het Keizerlijke garnizoen aanvallen als afleiding. De Rebellenvloot hoort van de inval wanneer ze een Keizerlijk bericht onderscheppen en vertrekt naar Scarif om steun te bieden. K-2SO offert zichzelf op zodat Jyn en Cassian de data kunnen stelen. Chirrut wordt gedood na het activeren van de hoofdschakelaar zodat communicatie met de Rebellenvloot mogelijk wordt gemaakt. Kort daarna wordt ook Baze gedood. Bodhi wordt gedood door een granaat vlak nadat hij de Rebellenvloot heeft geïnformeerd dat hij het beschermingsschild rond Scarif moet deactiveren om de plannen door te kunnen sturen. Jyn en Cassian krijgen de plannen in handen, maar worden in een hinderlaag gelokt door Krennic, die in een vuurgevecht wordt verwond door Cassian. Jyn verstuurt de plannen naar het Rebellenschip. De Death Star is ondertussen in een baan rond Scarif gebracht, waar Tarkin opnieuw een schot met laag vermogen beveelt om de gecompromitteerde basis te vernietigen. Hierbij worden Jyn, Cassian, Krennic en de resterende grondtroepen van de Rebellen en het Keizerrijk gedood.
De Rebellenvloot bereidt zich ondertussen voor om in hyperspace te gaan, maar veel van de schepen worden onderschept door het vlaggenschip van Darth Vader. Vader gaat aan boord van het Rebellenschip en probeert de plannen terug te krijgen, maar het kleine ruimteschip Tantive IV ontsnapt met de plannen aan boord. Aan boord van het vluchtende schip verklaart Prinses Leia dat de plannen "hoop" bieden voor de Rebellen.

## Rolverdeling
| Acteur                   | Personage                      |
| ------------------------ | ------------------------------ |
| Felicity Jones           | Jyn Erso                       |
| Diego Luna               | Kapitein Cassian Andor         |
| Alan Tudyk               | K-2SO                          |
| Donnie Yen               | Chirrut Îmwe                   |
| Jiang Wen                | Baze Malbus                    |
| Ben Mendelsohn           | Directeur Orson Krennic        |
| Guy Henry                | Gouverneur Tarkin              |
| Forest Whitaker          | Saw Gerrera                    |
| Riz Ahmed                | Bodhi Rook                     |
| Mads Mikkelsen           | Galen Erso                     |
| Jimmy Smits              | Bail Organa                    |
| Alistair Petrie          | Generaal Draven                |
| Genevieve O'Reilly       | Mon Mothma                     |
| Ben Daniels              | Generaal Antoc Merrick         |
| Paul Kasey (acteur)      | Admiraal Raddus                |
| Stephen Stanton (stem)   | Admiraal Raddus                |
| Ian McElhinney           | Generaal Dodonna               |
| Fares Dares              | Senator Vaspar                 |
| Jonathan Aris            | Senator Jebel                  |
| Sharon Duncan-Brewster   | Senator Pamlo                  |
| Spencer Wilding (acteur) | Darth Vader                    |
| Daniel Naprous (acteur)  | Darth Vader                    |
| James Earl Jones (stem)  | Darth Vader                    |
| Ingvild Deila            | Leia Organa                    |
| Anthony Daniels          | C-3PO                          |
| Valene Kane              | Lyra Erso                      |
| Beau Gadsdon             | Jonge Jyn Erso                 |
| Dolly Gadsdon            | Jongere Jyn Erso               |
| Duncan Pow               | Sergeant Ruescott Melshi       |
| Jordan Stephens          | Korporaal Tonc                 |
| Babou Ceesay             | Luitenant Sefla                |
| Aidan Cook               | Two Tubes                      |
| Daniel Mays              | Tivik                          |
| Andy de la Tour          | Generaal Hurst Romodi          |
| Tony Pitts               | Kapitein Pterro                |
| Francis Magee            | Grizzly Rebel                  |
| Bronson Webb             | Rebel MP                       |
| Tim Beckmann             | Kapitein Raymus Antilles       |
| Geraldine James          | Blue Three                     |
| Ariyon Bakare            | Blue Four                      |
| Simon Farnaby            | Blue Five                      |
| Drewe Henley             | Red Leader (archief materiaal) |
| Angus MacInnes           | Gold Leader (stem)             |
| Gabby Wong               | Gold Nine                      |
| Toby Hefferman           | Blue Eight                     |
| Richard Cunningham       | Generaal Ramda                 |
| Jack Roth                | Admiraal Gorin                 |
| Rufus Wright             | Luitenant Casido               |
| Michael Shaeffer         | Generaal Corssin               |
| Geoff Bell               | Tweede luitenant Frobb         |
| James Harkness           | Arro Basteren                  |
| Derek Arnold             | Pao                            |
| Matt Rippy               | Korporaal Rostock              |
| Nick Kellington          | Bistan                         |
| Michael Nardone          | Shield Gate Officer            |
| Michael Smiley           | Dr. Evazan                     |
| Warwick Davis            | Weeteef Cyubee                 |
| Dee Tails                | L-1                            |
| Angus Wright             | Hammerhead Kapitein            |
| David Ankrum             | Wedge Antilles (stem)          |
| Gareth Edwards           | Rebel Soldaat                  |
| Tony Gilroy              | Rebel Flight Controller (stem) |
| Brian Johnson            | Death Star Trooper             |
| Rian Johnson             | Imperial Technician            |

## Achtergrond

### Productie
Begin juli 2015 raakte bekend dat de second unit begonnen is met een grote actiescène te filmen in de Pinewood Studios. Producent Kathleen Kennedy verklaarde tijdens het Star Wars Panel op San Diego Comic-Con 2015 dat de hoofdopnames van de film begin augustus van start zullen gaan.

### Muziek
De originele filmmuziek is gecomponeerd door Michael Giacchino en bevat ook enkele muziekthema's van John Williams uit vorige films.